# Dino (futebolista)
Antônio Dino Galvão Bueno, mais conhecido como Dino (Rio de Janeiro, 21 de setembro de 1901 — São Paulo, 11 de setembro de 1993), foi um futebolista brasileiro que atuou como meia.
Dino começou a sua carreira no Americano em 1916. Em 1918 transferiu-se para o Flamengo do Rio de Janeiro, onde encerrou sua carreira em 1924. Com Flamengo foi campeão estadual em 1920 e 1921.
Pela Seleção Brasileira Dino participou da Copa América de 1921. O Brasil ficou em segundo lugar e Dino jogou em todas as três partidas do torneio contra a Argentina, Uruguai e Paraguai. Dois anos mais tarde, pela segunda vez ele participou da Copa América. O Brasil ficou em quarto e último lugar, Dino atuou no jogo contra o Paraguai. No total, nos anos 1921–1923, Dino atuou em 6 jogos pela seleção canarinho.